# Fürstenau (Höxter)
Fürstenau ist eine Ortschaft in Nordrhein-Westfalen und gehört zur Stadt Höxter.

## Geografie
Das Dorf mit seinen 1167 Einwohnern (2020) liegt etwa 8 km nordwestlich von Höxter. Etwa 3 km nordöstlich von Fürstenau befindet sich der Köterberg.

## Geschichte

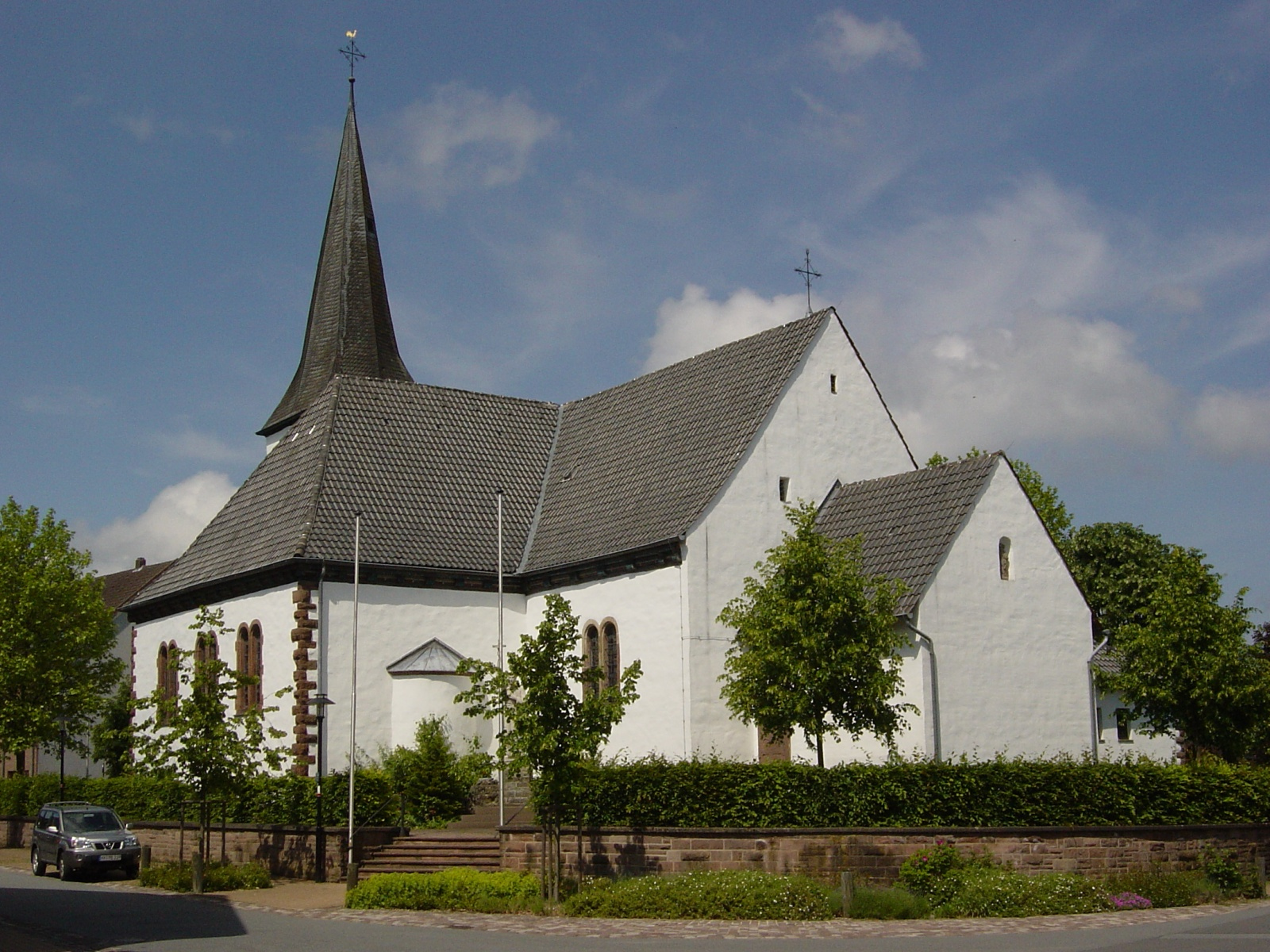
St.-Anna-Kirche in Fürstenau

Fürstenau wurde erstmals urkundlich im Jahre 1241 anlässlich einer Vereinbarung über Pachtzahlungen mit den Äbten von Marienmünster und Corvey erwähnt. Der Ort gehörte bis 1803 zum Stift Corvey und anschließend bis 1807 zum Fürstentum Corvey. Von 1807 bis 1813 bildete Fürstenau eine Gemeinde im Kanton Albaxen des Departements der Fulda im Königreich Westphalen und fiel dann an Preußen. 1816 kam die Gemeinde zum neuen Kreis Höxter, in dem sie zum Amt Höxter-Albaxen gehörte, aus dem im 20. Jahrhundert das Amt Höxter-Land wurde. Am 1. Januar 1970 wurde Fürstenau durch das Gesetz zur Neugliederung des Kreises Höxter in die Kreisstadt Höxter eingegliedert.

### Einwohnerentwicklung
| Jahr | Einwohner |
| ---- | --------- |
| 1821 | 480       |
| 1843 | 767       |
| 1864 | 762       |
| 1871 | 718       |
| 1885 | 751       |
| 1895 | 818       |
| 1910 | 814       |
| 1925 | 886       |
| 1933 | 964       |
| 1939 | 927       |
| 1946 | 1146      |
| 1961 | 1039      |
| 1969 | 1172      |
| 2007 | 1384      |
| 2008 | 1337      |
| 2009 | 1331      |
| 2010 | 1318      |
| 2011 | 1304      |
| 2012 | 1269      |
| 2013 | 1260      |
| 2015 | 1186      |
| 2016 | 1165      |
| 2017 | 1187      |
| 2018 | 1185      |
| 2020 | 1167      |
| 2021 | 1144      |

## Vereine
| Verein                                               |
| ---------------------------------------------------- |
| Spielmanns- und Fanfarenzug Fürstenau von 1930 e. V. |
| Pfarr-Pfadfinder Fürstenau e. V.                     |
| SV Fürstenau/Bödexen e. V.                           |
| Handwerkerverein Fürstenau                           |
| Schützengilde Fürstenau                              |
| KFD (Mütterverein)                                   |
| Heimat- und Verkehrsverein Fürstenau                 |
| Freiwillige Feuerwehr Fürstenau                      |
| (Kirchen-)Chorgemeinschaft Cäcilia Fürstenau         |
| Tauben- und Kaninchenverein Fürstenau                |
| Küffhäuser Fürstenau                                 |
| Freie Pfarr Jugend Fürstenau                         |
| Kulturverein Fürstenau                               |